# Concerned
Concerned, de son titre complet Concerned: The Half-Life and Death of Gordon Frohman, est une bande dessinée en ligne créée par Christopher C. Livingston, parodiant le célèbre jeu de tir à la première personne Half-Life 2. La bande dessinée est réalisée à partir de captures d'écran du jeu, sur lesquels sont posés des personnages avec Garry's Mod. Les épisodes paraissaient à l'origine le lundi, mardi et vendredi, mais l'auteur a changé les jours de parution au mardi et jeudi. La première planche parut le 1er mai 2005 et la dernière, la 205e, le 6 novembre 2006.
Plusieurs épisodes se déroulent dans le jeu Counter-Strike.

## Contexte
Christopher Livingston a commencé à travailler sur Concerned pour le plaisir. Il avait déjà envisagé de réaliser un webcomic avec une histoire parallèle à l’histoire de The Legend of Zelda, sorti en 1987 sur NES. Étant un fan du monde de Half-Life 2, il choisit ce dernier jeu pour l’univers de son comic, de plus, il put éliminer le besoin de dessiner à la main grâce au Garry’s Mod,.
Livingston pensa alors que se serait une bonne occasion pour introduire de l’humour au jeu qu’il décrit comme mystérieux, sombre et immersif.
« Well, I thought Half-Life 2 was a great game, but there simply weren't enough jokes about toilets in it. So, I thought a comic would be a good place to get some humor into the game. I came up with the idea for Frohman, a complete idiot, to play all the way through the game, just like Freeman only instead of being a hero, he'd be a complete fool. »
— Christopher C. Livingston

Traduction : 

« Eh bien, j’ai pensé que Half-Life 2 était un grand jeu, mais il n’y avait tout simplement pas assez de blagues sur les toilettes dedans. Donc j’ai pensé que la bande dessinée pourrait être un bon endroit pour mettre un peu d’humour dans le jeu. Je suis donc arrivé à l’idée de Frohman, un idiot complet, jouant tout le long du jeu exactement comme Freeman sauf qu’au lieu d’être un héros, ce serait un grand imbécile. »

— Christopher C. Livingston
.

## Publication
La première planche parut donc le 1er mai 2005 et la dernière, la 205e, le 6 novembre 2006. Les personnages ont été réalisés grâce au Garry's Mod, un outil facilitant la manipulation du Source Engine utilisé dans Half-Life 2, les vignettes ont été assemblées avec Photoshop 6.
Le webcomic tire son nom de l'une des émissions de propagande de Wallace Breen dans Half-Life 2, dans laquelle il lit une lettre écrite par un citoyen, signée « Sincerely, a concerned citizen » (« Salutations distinguées, un citoyen concerné »). Tout au long du comic, le personnage principal, Gordon Frohman, envoie plusieurs lettres similaires à Wallace Breen, l'intention de Livingston étant donc de dire que Frohman était l'auteur de la lettre lue par Breen dans Half-Life 2. Le nom « Frohman » vient de Gordon Freeman, personnage principal de la série Half-Life. Ce nom aurait été suggéré par Sam Golgert, une connaissance.
Livingston a aussi demandé l'assistance d'autres personnes, notamment Michael Clements, fondateur de PHWOnline et créateur de SKETCH, un autre comic fondé sur Half-Life 2. Il l'aida dans l'amélioration de la présentation de Concerned. Greg Galcik, créateur de SpinnWebe, a également aidé pour la maintenance du site, et Linvingston lui offre alors une « semaine spéciale », pendant laquelle Galcik écrivit et publia trois planches pour Concerned. Un même jeu de trois planches a été réalisé par Joe Yuska, pendant une semaine où Livingston était indisponible.
Comme Livingston l'indique dans plusieurs entretiens, sa relation avec Valve était bonne, l'entreprise était contente d'avoir une BD dédiée à Half-Life 2. Toujours selon lui, Valve aurait eu l'intention de sortir les planches en imprimées mais la résolution étant trop faible, le projet n'a jamais vu le jour.

## Chapitres
- Prologue
- Chapitre 1 : Pointless Insertion
- Chapitre 2 : A Read Letter Day
- Chapitre 3 : Route Banal
- Chapitre 4 : Water Haphazard
- Chapitre 5 : Black Mesa Guest
- Chapitre 6 : We Still Go To Ravenholm
- Chapitre 7 : Bike Lane 17
- Chapitre 8 : Sand Trip
- Chapitre 9 : No Prospekts
- Chapitre 10 : Anticitizen 101
- Chapitre 11 : Follow, Frohman
- Chapitre 12 : Tower Malefactor
- Chapitre 13 : Dork Energy
- Épilogue